# Carlos Filipe Ximenes Belo
Carlos Filipe Ximenes Belo, katoliški škof iz Vzhodnega Timorja, salezijanec, nobelovec, * 3. februar 1948. 
Skupaj z Joséjem Ramos-Horto je prejel leta 1996 Nobelovo nagrado za mir za prizadevanje za "pravično in mirno rešitev konflikta v vzhodnem Timorju."

## Zgodnje življenje in versko poslanstvo
Peti otrok učitelja Dominga Vaz Filipe in Ermelinde Baptista Filipe, se je kot Carlos Filipe Ximenes Belo rodil v vasi Wailakama, v bližini Vemasse, na severni obali Vzhodnega Timorja. Njegov oče, učitelj, je umrl dve leti po njegovem rojstvu. Njegova otroška leta je preživel v katoliški šoli na Baucau in Ossu, nakar je nadaljeval študij v semenišču, kjer je diplomiral leta 1968. Od leta 1969 do 1981, razen iz obdobja praktičnega usposabljanja (1974-1976) v Vzhodni Timoru in v Macau, je skoraj ves čas prebil na Portugalskem in v Rimu, kjer je potem, ko je postal član Salezijancev, študiral filozofijo in teologijo. V duhovnika je bil posvečen leta 1980.
Ob vrnitvu v Vzhodni Timor julija 1981 je postal učitelj za 20 mesecev in nato voditelj Salezijanskega kolidža v Fatumaca.

## Pastorala vodstvo
Ko prevzame funkcijo vodenja diakonije Dili, postane dejansko vodja cerkve Vzhodnega Timorja in je tako neposredno odgovoren papežu. 6. februarja 1989 je bila posvečen v škofa škofije Lorium.
Oče Belo je bil izbira nuncija iz Džakarte in Indonezijskih voditeljev zaradi njegove domnevne podrejenosti. Timorski duhovniki niso imeli pri imenovanju besede in niso niti prisostvovali posvečenju. Že v petih mesecih od posvečenja je vehementno izrazil nestrinjanje z brutalnim vedenjem Indonezijcev ob pokolih iz leta 1983. Cerkev je bila ena redkih inštitucij sposobna javnega delovanja z mednarodno skupnostjo in je tako javno obsodila mnoge aretacije. Belo je tako kot administrator diakonije pričel z javnim delovanjem in pisanjem pisem kljub izoliranosti od upora do Indonezijcev in nezainteresirane mednarodne javnosti.
V februarju 1989 je pisal tako predsedniku Portugalske, papežu in Generalnem sekretarju OZN ter zahteval, da Združeni narodi poskrbijo za referendum, ki bo poskrbel za mednarodno pomoč in prihodnost prebivalcev, "ki umirajo kot ljudje in narod". Pisma so že aprila postala javna, on pa tarča delovanja Indonezijcev. Njegovo delovanje je postalo še bolj sporno za oblast, ko je pod svojo zaščito in v zatočišče spravil preživele iz pokola Santa Cruz leta 1991 in bil eden prvih, ki je poskrbel, da je javnost zvedela za smrt preko 250 žrtev ob okupaciji.
Škof Belo je bil za svoja prizadevanja v imenu Vzhodnega Timorja mednarodno priznan in večkrat odlikovan. Največja nagrada je bila Nobelova nagrada, ki mu je prinesla tudi lažji dostop do različnih državnikov pri njegovem nadaljnjem delu.

## Nove pastoralne dejavnosti
Ko se je Vzhodni Timor osamosvojil 20. maja 2002, je nadaljnje delovanje kot vodja diakonije postalo pretežko za škofa Belo. Papež Janez Pavel II je sprejel njegov odstop kot apostolski administrator diakonije Dili 26. novembra 2002.
Po odstopu se je škof Belo odpravil na Portugalsko na medicinsko zdravljenje. V začetku leta 2004 so želeli nekateri volivci, da vstopi v politiko, a je zavrnil takšne predloge in nadaljeval z okrevanjem. 
V izjavi 8. junija 2004 je škof Belo povedal, da se bo po daljšem premišljevanju in sestankovanju odločil, da se bo posvetil mladostni želji misijona tokrat diakonije Maputo, sicer glavnega mesta Mozambika. Misijon je začel v juliju 2004; istega leta je prejel častni doktorat katoliške univerze CEU Cardinal Herrera Univerze.